# Pseudopoda zhangmuensis
Pseudopoda zhangmuensis är en spindelart som först beskrevs av Hu och Li 1987.  Pseudopoda zhangmuensis ingår i släktet Pseudopoda och familjen jättekrabbspindlar. Inga underarter finns listade i Catalogue of Life.